# Normalnull

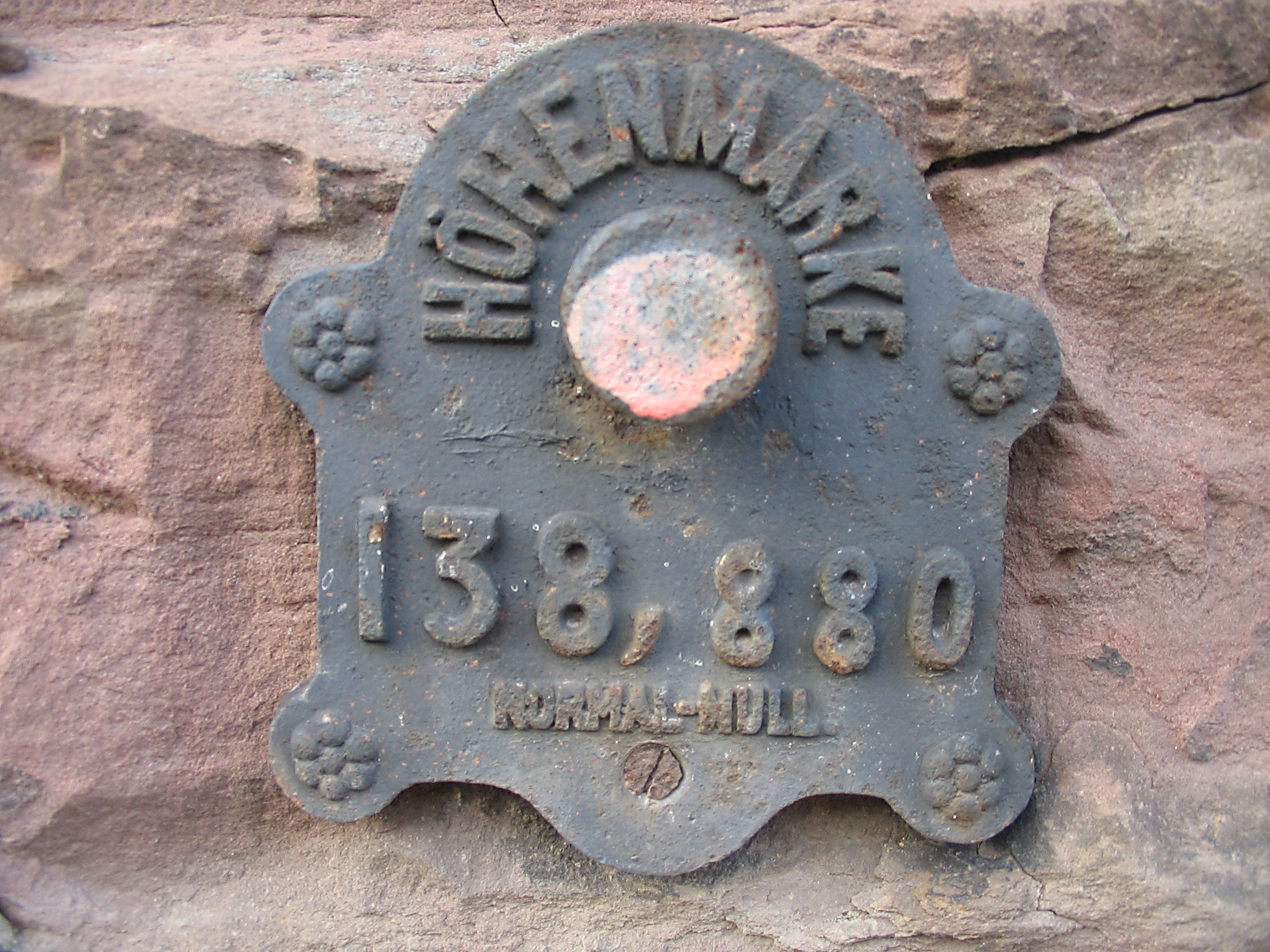
Bordje dat een hoogte boven Normalnull aangeeft

Normalnull (NN) was van 1879 tot 1992 het referentiepunt voor hoogtemetingen in Duitsland. 
Duitsland neemt de zeespiegel van de Noordzee bij Amsterdam als nulpunt van de schaal en heeft het Normalnull gelijkgesteld met het NAP. 
Tussen 1956 en 1992 werd in Oost-Duitsland het Kronstadtpeil gebruikt, net als in de andere Oostbloklanden.
In 1993 is het Normalnull vervangen door het Normalhöhennull. 